# Jean-Yves Calvez
Pour les articles homonymes, voir Calvez.
Jean-Yves Calvez, né le 3 février 1927 à Saint-Brieuc et mort le 11 janvier 2010 à Paris 13e,, est un prêtre jésuite français, philosophe et économiste, expert en marxisme et professeur de philosophie sociale.

## Biographie

### Jeunesse et formation
À 16 ans, Jean-Yves Calvez entre au noviciat de la Compagnie de Jésus (23 octobre 1943). À la suite de sa formation religieuse il suit des études à l’institut d’études politiques et l’institut de droit international de Paris. Il est également diplômé de l’École des hautes études. Dès 1953, il enseigne les sciences sociales au scolasticat jésuite de Chantilly. Le 31 juillet 1957, il est ordonné prêtre.

### Philosophe social
Jean-Yves Calvez n’est pas encore prêtre lorsqu’il publie en 1956 La Pensée de Karl Marx. S’intéresser au marxisme avant le concile Vatican II, et qui plus est, le faire en révélant une certaine sympathie pour Marx était audacieux. La Pensée de Karl Marx est l'ouvre qui le fait connaître au grand public.
Polyglotte, Calvez s’intéresse aux questions sociales, économiques et politiques, refusant de séparer ces trois domaines, mais les liant plutôt dans une recherche au service d’une vision chrétienne de l’homme intégral. Il étudie et promeut une praxis de la « doctrine sociale de l’Église » moins euro-centriste et plus tournée vers les problèmes de sous-développement qui accompagnent la vague de décolonisations des années 1960.
Calvez est professeur de philosophie et sciences sociales à la faculté jésuite de philosophie à Chantilly, directeur du centre d’Action populaire (devenu plus tard le CERAS) et participe en 1962 à la fondation du centre d’études socio-économiques INADES d’Abidjan, en Afrique. Il voyage beaucoup, particulièrement en Amérique Latine, où il est proche des théologiens de la libération.
En 1965 il travaille à la dernière version de la Constitution du concile Vatican II sur l'Église dans le monde de ce temps, Gaudium et Spes.

### Provincial et Assistant
En 1967, il est nommé provincial et chargé d’unifier les quatre provinces jésuites de France. Ce travail achevé il est appelé à Rome en 1971 par le supérieur général Pedro Arrupe comme assistant. Calvez participe activement à la préparation de la 32e congrégation générale des jésuites (1974-1975) qui donne comme mission à la Compagnie de se mettre activement au « service de la foi et promotion de la justice ». Calvez est élu « Assistant Général » du père Arrupe, c’est-à-dire un de ses quatre conseillers les plus proches. Lorsque le père Arrupe est frappé d’une thrombose le forçant à quitter le gouvernement de la Compagnie, Calvez reste aux côtés du père Paolo Dezza, Délégué pontifical nommé par le pape Jean-Paul II, et avec lui engage la Compagnie sur la voie de la 33e Congrégation générale qui élit le nouveau Supérieur général, le Père Peter-Hans Kolvenbach.

### Retour en France
De retour en France, le père Calvez est le directeur du CERAS de 1984 à 1989, et rédacteur en chef de la revue Études de 1989 à 1995. Il participe au renouveau des Semaines sociales de France en tant que membre du Conseil d’administration de l’association de 1985 à 2000.
Durant toutes ces années il continue à écrire sur les questions économiques sociales et politiques, et sur l’enseignement social de l’Église, surtout dans la revue Projet (du CERAS) dont il est le directeur durant plusieurs années. Fidèle à la mémoire du Père Arrupe, il contribue à faire connaître la pensée et la personnalité du 28e supérieur général de la Compagnie de Jésus.
Calvez enseigne au département d’éthique publique des facultés jésuites de Sèvres-Paris de 2002 à 2006 et, à l’invitation du Cardinal Lustiger, donne les conférences de carême en la cathédrale Notre-Dame. L’université de Georgetown (de Washington, États-Unis) le fait membre de son conseil d’administration. Sur plusieurs années il se rend en Argentine pour des cours d’été.
Jean-Yves Calvez s’éteint à Paris le 11 janvier 2010 des suites de complications d’un œdème pulmonaire.

## Œuvres
Sans compter les innombrables articles sur les questions sociales, économiques et politiques, Jean-Yves Calvez est l’auteur des livres suivants :
- La Pensée de Karl Marx, Paris, 1956.
- Église et société économique (2 volumes), Paris, 1959-1962.
- Introduction à la vie politique, Paris, 1967.
- Aspects des pays en voie de développement, Paris, 1970.
- Le père Arrupe ; l’Église après le Concile, Le Cerf, Paris, 1997  (ISBN 978-2204055932).
- Les Silences de la doctrine sociale catholique, Atelier, Paris, 1999  (ISBN 978-2708234321).
- Comprendre le catholicisme (avec Philippe Lécrivain), Eyrolles, 2008
- Traversées jésuites, Cerf, 2009